# 2512 Тавастія
2512 Тавастія (2512 Tavastia) — астероїд головного поясу, відкритий 3 квітня 1940 року.
Тіссеранів параметр щодо Юпітера — 3,615.